# Чорна магія (фільм, 1949)
«Чорна магія» (англ. Black Magic) — американська детективна мелодрама режисера Грегорі Ратоффа 1949 року.

## Сюжет
Історія Джозефа Бальзамо, циганського хлопчика з південної Франції, озлобленого на весь світ через те, що його батьки були беззаконно повішені за наказом Віконта де Монтегю. Кілька років потому Бальзамо виявляє у себе здатність до гіпнозу, змінює своє ім'я і стає графом Каліостро. Він хоче використати свій дар для досягнення популярності і багатства, а в глибині душі виношує ідею помсти.

## У ролях
- Орсон Веллс — Джозеф Бальзамо / граф Каліостро
- Ненсі Гвілд — Марія-Антуанетта / Лоренза
- Акім Тамірофф — Гітано
- Френк Латімор — Гілберт де Резел
- Валентіна Кортезе — Зорейда
- Марго Грехам — мадам дю Баррі
- Стівен Бекассі — Віконт де Монтег
- Беррі Крегер — Александр Дюма-старший
- Грегорі Гайє — Шамборд / чернець
- Реймонд Берр — Александр Дюма-молодший
- Чарльз Голднер — доктор Франц Антон Месмер
- Тетяна Павлова — мати